# Sevillas flygplats
Sevillas flygplats (spanska: Aeropuerto de Sevilla) (IATA: SVQ, ICAO: LEZL) är en internationell flygplats i Sevilla och är Andalusiens näst största flygplats efter Málaga. Flygplatsen ligger 10 kilometer nordväst om Sevilla och hade 4 051 392 passagerare och transporterade 5 000 ton gods under 2009. Flygplatsen har en terminal och en landningsbana.
Flygplatsen började byggas 1915 och de första kommersiella flygningarna påbörjades 1919. Under spanska inbördeskriget var flygplatsen ankomspunkt för spanska främlingslegionens trupper. Under 1940-talet byggdes en tullkontrol för internationell trafik, främst mot Sydamerika, och flygplatsen byggdes till stora delar om. Flygplatsen byggdes ut och renoverades mellan 1989 och 1992 då Världsutställningen i Sevilla 1992 skulle hållas.
Sevillas flygplats ligger längs motorvägen E5 (spanska motorvägen A4) vilken leder till Madrid. Motorvägarna runt Sevilla löper mot städer som Jerez de la Frontera, Málaga, Cádiz, Huelva och mot Portugal. Bussar till flygplatsen åker varje halvtimme mellan 06:15 och 23:00 och stannar vid järnvägsstationen Santa Justa och Puerta de Jerez.
Det spanska lågprisbolaget Vueling har Sevilla som en av sina baser och det irländska flygbolaget Ryanair har två flygplan baserade på flygplatsen.

## Transportstatistik
| År   | Totalt passagerare | Passagerare inrikes | Passagerare utrikes | Avgångar/ankomster | Gods (Kg)  |
| ---- | ------------------ | ------------------- | ------------------- | ------------------ | ---------- |
| 2011 | 4 959 365          | 3 302 126           | 1 657 239           | 56 029             | 5 126 653  |
| 2010 | 4 224 718          | 2 900 484           | 1 324 234           | 54 492             | 5 468 086  |
| 2009 | 4 051 268          | 2 921 833           | 1 129 435           | 55 593             | 4 981 058  |
| 2008 | 4 392 148          | 3 121 038           | 1 271 110           | 65 067             | 6 102 264  |
| 2007 | 4 507 264          | 3 222 175           | 1 285 089           | 65 092             | 7 395 854  |
| 2006 | 3 871 785          | 2 906 952           | 964 833             | 58 576             | 11 582 808 |
| 2005 | 3 521 112          | 2 723 093           | 798 019             | 55 423             | 6 352 705  |
| 2004 | 2 675 595          | 2 149 965           | 525 630             | 44 241             | 5 053 487  |